# Wybory parlamentarne na Ukrainie w 1990 roku
Wybory parlamentarne na Ukrainie w 1990 roku – pierwsze częściowo wolne wybory parlamentarne do Rady Najwyższej zostały przeprowadzone w dwóch turach 4 marca i 18 marca.
Kampania wyborcza była daleka od demokratycznych standardów, a demokratyczni politycy z opozycji jako pierwsi rzucili wyzwanie Komunistycznej Partii Ukrainy. Łącznie 442 posłów zostało wybranych okręgach jednomandatowych. Mimo iż wybory zakończyły się sukcesem komunistów to demokratyczna opozycja zdobyła 111 z 442 mandatów.

## Wyniki
Wybory odbyły się zgodnie z ordynacją wyboczą w 450 okręgach. Pierwsza tura wyborów odbyła się w dniu 4 marca 1990. W okręgach, gdzie żaden z kandydatów nie uzyskał poparcia co najmniej 50% głosów, dwa tygodnie później była przeprowadzana druga tura wyborów. W dwóch turach zostało wybranych w sumie 442 posłów, liczby 450 deputowanych nie osiągnięto z powodu niskiej frekwencji.
Komuniści uzyskali 331 mandatów w Radzie Najwyższej. „Blok Demokratyczny” uzyskał 111 mandatów na 442. Demokratycznych deputowanych grupowała „Rada Ludowa” („Narodna Rada”), która liczyła od 90 do 125 członków. „Narodna Rada” pozostawała w opozycji wobec postkomunistycznej większości parlamentarnej. Jej liderem został wybrany Ihor Juchnowski.
Zgromadzenie Narodowe, zwołane po wyborach z 1990 uznało niepodległość na Ukrainy od Związku Radzieckiego 24 sierpnia 1991.

## Skutki
Pierwsze posiedzenie parlamentu odbyło się w dniu 15 maja 1990. Przewodniczącym parlamentu został wybrany Wołodymyr Iwaszko. 19 lipca 1991 przeniósł się do Moskwy na stanowisko zastępcy sekretarza generalnego Komunistycznej Partii Związku Radzieckiego. Komunistyczna Partia gwałtownie zaczęła tracić na popularności. Do lipca 1990 komunistów reprezentowało już tylko 239 deputowanych. 16 lipca 1990 Parlament Europejski przyjął deklarację o uznaniu suwerenności Ukrainy. Deklarację poparło 355 deputowanych.
W dniu 18 lipca grupa kierowana przez Ołeksandra Moroza wybrała Łeonida Krawczuka na stanowisko przewodniczącego parlamentu. W październiku 1990 parlament odrzuca artykuł 6 konstytucji gwarantujący zwierzchnią rolę Partii Komunistycznej.
W dniu 5 grudnia 1991 Łeonid Krawczuk zrezygnował z obowiązków parlamentarnych. Na stanowisko przewodniczącego parlamentu wybrano Iwana Pluszcza.